# Pieve di Val Solda
La Valsolda o Pieve di San Mamete di Valsolda (in latino: Plebis Vallis Soldae o Plebis Sancti Mametis Vallis Soldae) era il nome di un'antica pieve dell'arcidiocesi di Milano e del Ducato di Milano con capopieve San Mamete Valsolda. 
I santi patroni erano i Martiri Mamete e Agapito ai quali è ancora oggi dedicata la chiesa prepositurale di Valsolda.

## Storia
L'antica chiesa di San Martino di Castello Valsolda viene indicata già dal XIII secolo come appartenente alla pieve di Porlezza, anche se la sede capopieve venne sempre considerata la chiesa di San Mamete. Dal punto di vista amministrativo, la Valsolda ebbe sempre un regime particolare dato che, sempre soggetta all'alto patronato anche temporale dell'arcivescovo di Milano, veniva gestita per molti aspetti come un'unica entità retta da un Consiglio Generale di dodici membri e da un podestà liberamente eletto, mentre i comuni che la costituivano avevano competenze e poteri assai limitati.
Il 22 giugno 1602, con decreto dell'arcivescovo Federico Borromeo, la chiesa di Valsolda venne consacrata parrocchia e dal 1640, per merito del cardinale Cesare Monti, venne staccata dalla pieve di Porlezza e resa vicariato autonomo in forma di pieve. Il termine di vicariato era difatti entrato in uso col concilio di Trento e le funzioni della pieve erano difatti state assorbite da esso, seppur continuasse a persistere formalmente il nome di "pieve". Essa però rimase sempre nella sua storia alle dipendenze della mensa arcivescovile di Milano, e quindi non aveva di fatto possedimenti diretti, ma solo in uso dalla curia milanese di cui era feudo.
Il primo tentativo di normalizzare amministrativamente la valle fu operato dall'Imperatore Giuseppe II che limitò i poteri arcivescovili passando i suoi comuni sotto la Provincia di Como ma, solo cinque anni dopo, suo fratello cancellò tali riforme. Liberata quindi definitivamente dalle infeudazioni medioevali solo dopo l'invasione da parte delle armate della rivoluzione francese, la pieve di Val Solda rimase un'entità puramente ecclesiastica sede di vicariato foraneo sino al 1972, anno in cui essa venne soppressa assieme a tutte le altre pievi della Lombardia. Venne posta sotto il decanato di Porlezza. Oggi ricade sotto il decanato di Valsolda e comprende 8 parrocchie.

## Territorio
Nella seconda metà del XVIII secolo, il territorio della pieve era così suddiviso:
| Pieve civile                              | Pieve ecclesiastica                                                          |
| Comune di Drano con Loggio                | Parrocchia dei Santi Mamete e Agapito Parrocchia di San Bartolomeo in Loggio |
| Comune di Albogasio con Oria              | Parrocchia dell'Annunciazione                                                |
| Comune di Castello                        | Parrocchia di San Martino                                                    |
| Comune di Cressogno Superiore e Inferiore | Parrocchia di San Nicolao                                                    |
| Comune di Puria Comune di Dasio           | Parrocchia della Beata Vergine Assunta                                       |